# なるほどプレゼンター!花咲かタイムズ
『なるほどプレゼンター!花咲かタイムズ』（なるほどプレゼンター はなさかタイムズ）は、2008年4月5日からCBCテレビで生放送されている中京ローカルの情報バラエティ番組。放送時間は毎週土曜 9:25 - 11:45（JST）。

## 概要
『土曜9時ハンただ今参上!』から続くCBC土曜午前のローカル生ワイドの現行タイトルで、『晴れ♡どきドキ晴れ（ → 晴れドキ）』の後番組である。同時間帯にCBCのキー局・TBSほかで放送している『王様のブランチ』の東海版的性格を持つ番組で、司会は東貴博（Take2）が担当している。東がテレビ番組のメイン司会を務めるのは本番組が初である。スタジオセットは『晴れドキ』時代とほぼ同じで、前番組から引き続き出演しているアナウンサーもいるが、その一方でテレビショッピングコーナーを廃止してロケVTRなどを増やすなど、内容は大きく変わっている。
2011年8月20日には、CBCテレビの母体である中部日本放送と近畿の地方TBS系列局である毎日放送（MBS）の開局60周年を記念し、本番組放送時間帯にMBSテレビで放送されている『せやねん!』とのコラボレーション番組『MBS&CBC開局60周年記念 でら知りたいねん!大阪!名古屋!〜せやねん!×花咲かタイムズ お近づきSP〜』を13:30 - 15:00 (JST) に放送した。詳細はせやねん!#概要を参照。
2014年10月5日にはテレビユー山形が、大分県別府市でロケを行った正月スペシャルを番組販売用に30分番組に編集したものを16:24 - 16:54枠で単発放送した。
2020年4月7日に新型コロナウイルス感染症の流行に伴い東京都に新型インフルエンザ等対策特別措置法に伴う緊急事態宣言が発令され、また4月10日に愛知県が緊急事態宣言を独自で発令した為、4月11日～6月13日まで、CBCテレビ局アナウンサー以外はリモート出演とし、局アナウンサー3人でスタジオ進行という形を取っていたが、6月19日に全国で都道府県をまたぐ往来自粛要請が解除され6月20日放送分より通常放送に戻った。
2023年11月8日、放送開始15周年を記念して、番組初のゴールデン特別番組を放送した。

## 出演者
たびたび「花咲かファミリー」と紹介される。司会陣およびリポーター勢は11時30分までの出演で、後述の『花咲かタイムズプラス』には参加しない。そのため『3分クッキング』開始前に一旦出演者によるエンディングの挨拶がある。

### 司会
- 東貴博（Take2）
- 友近

※ 2人はニッポン放送のラジオ番組である「ニッポン全国ラジベガス」で共演歴がある。

### アシスタント
- 南部志穂（2016年10月～2017年8月5日は産休の為、休養していた。）

### リポーター
- ガンバレルーヤ - 2020年4月から隔週。
- おいでやす小田 - 2023年4月から。
- 紅しょうが  - 2023年4月から。
- 3時のヒロイン- 2021年4月から。
- MAG!C☆PRINCE（平野泰新・阿部周平・西岡健吾・大城光・永田薫） - 本番組とワタナベエンターテインメント名古屋事業本部が主催した新人リポーターオーディションで選ばれた5人で結成したユニット。
- Hi☆Five（林拓磨・加藤大悟・大谷悠哉・大友海・野口友輔） - 2019年4月6日放送分から出演。
- ふらわん - 渡辺美香（CBCアナウンサー）が声を当てている。
- 永岡歩（2008年～）
- 斉藤初音（2023年4月1日～）
- 友廣南実（2024年10月5日～）

### 天気予報
- 友廣南実（気象予報士兼任、2025年4月5日【予定】～）

### 過去の出演者
リポーター・コーナー出演
- つるの剛士 - 「初旅」担当、隔週出演。2009年3月28日放送分をもって卒業（降板）。
- 豊田エリー - 「花咲かディズニー」担当、VTR出演。2010年7月24日放送分をもって卒業。
- スマイレージ（和田彩花・前田憂佳・福田花音・小川紗季） - 2010年7月31日放送分から出演。「花咲かディズニー」担当、VTR出演。2012年3月31日放送分をもって卒業。
- SKE48（高柳明音・小木曽汐莉・古川愛李・柴田阿弥・小林亜実・原望奈美） - 2012年4月7日放送分から出演。「花咲かディズニー」担当、VTR出演。2012年7月28日放送分をもって卒業。
- ハマカーン（浜谷健司・神田伸一郎） - 「土曜日の妻たちへ」担当だったが、同コーナーの終了以降は中継リポーターとして時折出演。その後出演しなくなったが、2013年4月より月1回レギュラーとして再度出演していたが2021年3月20日で降板。
- 近藤春菜（ハリセンボン）- 箕輪と共に2009年4月4日放送分から出演「推しタビ」担当、2017年3月18日をもって卒業。
- 箕輪はるか（ハリセンボン） - 2009年4月4日放送分から2021年3月27日まで出演。「推しタビ」担当、隔週出演。近藤春菜は2017年3月18日にて卒業。
- 馬場園梓（アジアン） - かつては「推しタビ」担当として相方の隅田美保と共に隔週出演。隅田が婚活で降板後の2015年3月28日以降はうなずキングを中心に不定期出演していたが、同年6月より渡辺直美とのコンビで再度「推しタビ」担当となる。2020年3月21日放送分をもって卒業。
- 隅田美保（当時:アジアン）- 馬場園と共に「推しタビ」担当、隔週出演。自身の婚活で2015年3月21日放送分をもって卒業（降板）。
- 渡辺直美 - 2015年6月より隔週出演。馬場園とのコンビで「推しタビ」担当。2017年3月25日をもってスタジオ出演から卒業し推しタビVTRのみの出演[注釈 3]。2020年3月21日放送分をもって卒業。
- ゆりやんレトリィバァ - 2017年4月1日放送分より2021年3月27日まで隔週出演。箕輪とのコンビで「推しタビ」担当。
- 尼神インター（誠子・渚） - 2017年4月8日より2023年3月4日まで月1回レギュラー。
- 松木友里恵（気象予報士、2024年10月5日～2025年3月29日）

CBCアナウンサー・関係者
- 若狭敬一（CBCアナウンサー、開始～2010年3月）
- 石井亮次（当時CBCアナウンサー、開始～2013年3月）
- 小川健太（当時CBCアナウンサー、2012年4月～2013年3月）
- 氏田朋子（当時CBCアナウンサー、開始～2014年3月）
- 阿部優貴子（当時CBCアナウンサー、2014年4月～2016年9月）
- 柳沢彩美（CBCアナウンサー、2016年10月～2017年9月）
- 吉岡直子（CBCアナウンサー、2014年4月～2019年3月）
- 夏目みな美（CBCアナウンサー、開始～2016年7月2日、2017年8月5日～2019年3月）2016年7月2日をもって産休の為、休養していたが、同じく産休で休養していた南部志穂とともに、8月5日の放送より復帰した。
- 田中優奈（当時CBCアナウンサー、2017年10月～2019年6月22日）
- 沢朋宏（CBCアナウンサー、気象予報士） 開始から2020年9月26日まで。2022年3月5日（古川の代理）。
- 桜沢信司（CBC報道部）2022年2月26日（古川の代理）。
- 加藤愛（CBCアナウンサー、2020年4月～2023年3月）
- 光山雄一朗（CBCアナウンサー、2017年10月～2023年3月）
- 古川枝里子（気象予報士として出演、2020年10月3日～2024年9月28日）
- 松本道弥（2023年4月1日～2025年3月29日）

## コーナー

### 現在のコーナー
- うなずキング - アナウンサーたちが最新の流行情報などをリポートするコーナー。1リポートは十数分ほどで、画面左下に残り時間を示す砂時計が表示される。尚派生コーナーとして、司会の東が自ら取材する「メシキング」、ハマカーンが取材する「うなずクイーン」・「うなずカーン」が不定期で放送される。
- 週末ジャーニー・推しタビ - 「花咲かジャーニー・初旅!」の後継コーナー。現在はガンバレルーヤ・3時のヒロイン・紅しょうが・おいでやす小田が入れ替わりで担当し、週末に勧めたい東海3県各地を旅するコーナー。たまにそれ以外の県を取り上げる回もある。（大阪・滋賀県、静岡県など東海道新幹線が通る地域が中心）このコーナーのみ、ローカルタレントの玉腰佳弘による生ナレーションが挿入される。
- カクニングニュース - 1週間のニュースをダイジェストで紹介するコーナー。
- 花咲かエンタ - 芸能ニュースコーナー。
- エンタメわかりマックス - 映画やイベントなどのエンターテインメント情報を伝えるコーナー。
- 天気予報 - CBCの気象予報士兼アナウンサーが気象情報を伝える。
- 『晴れドキ』時代と同様に『キユーピー3分クッキング』を内包している。このミニ番組は11時30分から放送される。

### 過去のコーナー
- 生でわかりマックス - 中継コーナー。なお、中継コーナー自体は消滅しておらず、その後もコーナータイトル無しで不定期で行われている。
- 3分でわかりマックス - うなずキングの前身コーナー。当初は実際に1リポート3分だったが、やがて十数分ほどまで延びていった。趣旨はほぼ同じ。
- 奥さまアドリブクッキング - 若狭敬一アナウンサーが訪問した家庭の主婦に、即興でその回のテーマに沿った手料理を披露してもらうコーナー。
- 土曜日の妻たちへ - ハマカーンのロケ企画コーナー。毎回1組の夫婦が登場し、夫が妻にサプライズなプレゼントをするコーナー。
- MAXさんいらっしゃい - 巨大な食べ物や料理などがスタジオに登場するコーナー。
- ヒマ・ザ・ワールド - 世界のほのぼのとしたニュースを友近が紹介するコーナー。
- 花咲かディズニー - 東京ディズニーリゾートの最新情報を伝えるコーナー。
- 花咲かジャーニー・初旅 - 推しタビの前身コーナー。同じ場所を何度も訪れることもあり、「初旅」ではなくなってきたことから推しタビと改名した。趣旨は同じ。

## 花咲かタイムズプラス
『キユーピー3分クッキング』終了後の11時40分から約5分間放送されるミニ番組及びおまけ番組。新商品情報やお値打ち情報など、耳寄りな情報を伝えている。
なお、レギュラー陣やゲストは11時30分までの出演なので、アナウンサーたちのみで進行する。

## テーマソング

### 現在のテーマソング
- チャイムが終われば（LinQ） - 2013年7月から使われている、現在の番組オープニングテーマソング。

### 過去のテーマソング
- 10stars☆（YGA） - 過去の番組オープニングテーマソング。2013年6月まで使用。
- テレパシー（竹内電気） - 過去の番組イメージソング。2010年4月3日放送分から2012年3月まで使用。
- LALALA 幸せの歌（℃-ute） - 番組開始当初の番組イメージソング。
- にちようび（ジッタリン・ジン） - 「3分でわかりマックス」テーマソング。

## 不祥事
2010年1月23日放送分「わかりマックス」コーナーにて、「栄のギャルに大ヒット「ピンドン」って何？」という女性向けフリーペーパー『なごや嬢PiN☆DoM』の認知度を訊ねる街頭インタビューを受けた女性がフリーペーパー関係者であるとの指摘を視聴者から受け、CBCが謝罪した。またその後、BPOにCBC側から提出された調査報告書によると、「担当ディレクターにやらせの意識があった事が判明」し、委員からは「このような番組制作の手法は見逃せない」という意見が相次いだ。
その後、CBCは社内調査委員会での検証結果に基づき、担当ディレクターなど関係者9人を懲戒処分したと発表した。さらに、夏目和良代表取締役会長（当時）ら役員4人は自主的に報酬を返上することも明らかにしている。また、この件をきっかけに自社内に再発防止委員会を設置し、新入社員が取材方法を相談できる制度を同年4月から導入することも明らかにしている。
なお、「わかりマックス」のコーナーは同年3月27日放送分をもって終了し、4月3日放送分からは「うなずキング」と改題して行われている（内容は同じである）。

## 放送事故
2011年3月5日午前9時24分頃、本来なら「知っとこ!」からのクロスプログラムとして当番組の紹介をするはずだったが、実際には司会の3人が立ち位置を確認している様子が映し出された。
その場のスタッフはON AIRになっていると気が付かずに、そのまま30秒間準備の様子が続き、テロップも一切入らないなど結局クロスプログラムでは情報が伝えられずにそのままCMに入った。
その後、冒頭で南部が謝罪し、東も「ずっと立ち位置ばかり気にしていた」とコメントした。

## 特別番組
2015年1月1日14:30 - 17:00・17:15 - 18:00に自社制作番組『ゴゴスマ -GO GO!Smile!-』（当時は東海地区ローカル）との共同特別番組『東海地方の年末年始全力で調べます花スマSP』を放送した。なお、この特番については本番組も『ゴゴスマ』もネットしていない北陸放送（MRO・石川県）でも同時ネットしている（ただし、同局では2021年1月4日から『ゴゴスマ』がネットされている）。
2023年11月8日20:00-21:57に番組スタートから15周年を祝して、「祝15周年！花咲かゴールデン とことん愛三岐で激安これでもかSP」をゴールデンタイムに放送した。